# Pseudacteon lenkoi
Pseudacteon lenkoi är en tvåvingeart som beskrevs av Borgmeier och Prado 1975. Pseudacteon lenkoi ingår i släktet Pseudacteon och familjen puckelflugor. Inga underarter finns listade i Catalogue of Life.